# Taulovmotorvejen
Autostrada M40 (duń. Taulovmotorvejen) - autostrada-łącznik biegnąca ze wschodu na zachód od węzła Motorvejskryds Fredericia gdzie krzyżuje się z autostradą M60 (Østjyske Motorvej) do węzła Motorvejskryds Kolding, gdzie łączy się z autostradą M50 (Sønderjyske Motorvej).
Autostrada oznakowana jest jako E20.

## Odcinki międzynarodowe
Droga na całej długości jest częścią trasy europejskiej E20.